# カラクル (ウズベキスタン)
カラクル（ラテン文字: Qorako‘l,Karakul、ウズベク語: Qorako‘l / Қоракўл、ロシア語: Каракуль）はウズベキスタン・ブハラ州の都市である。州都ブハラより南西に約60km、トルクメニスタンとの国境を挟んだテュルクメナバート（チャルジョウ）からは北東に約60kmの地点に位置する。2012年現在の人口は約25,000人である。「カラ」はテュルク語で「黒い」、「クル」は「湖」を意味する。カラクルには欧州自動車道路のE60号線が通っている。
羊の品種のカラクールの名はこの村の名前に由来する。